# Morti nel 1898

## Gennaio(31)
- 1º gennaio - Giuseppe Telfener, imprenditore e politico italiano (n. 1839)
- 2 gennaio - Vincenzo Maria Sarnelli, arcivescovo cattolico italiano (n. 1835)
- 3 gennaio - Camillo Boldoni, patriota e ufficiale italiano (n. 1815)
- 4 gennaio - Giovanni Giordano Lanza, disegnatore e pittore italiano (n. 1827)
- 7 gennaio - Pacifico Barilari, matematico e idrologo italiano (n. 1813)
- 7 gennaio - Leone Fortis, giornalista, scrittore e critico musicale italiano (n. 1827)
- 7 gennaio - Heinrich Lichner, compositore tedesco (n. 1829)
- 7 gennaio - Anton von Schönfeld, generale austriaco (n. 1827)
- 8 gennaio - Achille Emperaire, pittore francese (n. 1829)
- 8 gennaio - Marco Treves, architetto e ingegnere italiano (n. 1814)
- 11 gennaio - Gaetano Capocci, compositore e organista italiano (n. 1811)
- 11 gennaio - Filippo Patella, presbitero e patriota italiano (n. 1817)
- 11 gennaio - Erwin Rohde, filologo classico tedesco (n. 1845)
- 11 gennaio - Pietro Ugo delle Favare, nobile e politico italiano (n. 1827)
- 14 gennaio - Lewis Carroll, scrittore, poeta e fotografo britannico (n. 1832)
- 14 gennaio - Marco Tabarrini, politico e magistrato italiano (n. 1818)
- 14 gennaio - Pasquale Tosi, gesuita e missionario italiano (n. 1837)
- 15 gennaio - Lucjan Malinowski, linguista polacco (n. 1839)
- 15 gennaio - Alfonso Mathis, politico italiano (n. 1811)
- 16 gennaio - Antoine François Marmontel, pianista e compositore francese (n. 1816)
- 17 gennaio - Charles Napier Kennedy, pittore britannico (n. 1852)
- 18 gennaio - Henry Liddell, grecista e storico inglese (n. 1811)
- 18 gennaio - Ernesto Nicolini, tenore francese (n. 1834)
- 19 gennaio - Leone Carpi, economista, politico e giornalista italiano (n. 1810)
- 20 gennaio - Costantino Luppi, numismatico italiano (n. 1828)
- 21 gennaio - Charles A. Gilberg, compositore di scacchi statunitense (n. 1835)
- 25 gennaio - John G. Nichols, politico statunitense (n. 1812)
- 28 gennaio - Stephen Clark Foster, politico statunitense (n. 1820)
- 28 gennaio - Alexandru Flechtenmacher, compositore, violinista e direttore d'orchestra rumeno (n. 1823)
- 30 gennaio - Domenico Minolfi Scovazzo, medico, patriota e politico italiano (n. 1827)
- 31 gennaio - Cataldo Nitti, avvocato e politico italiano (n. 1808)

## Febbraio(34)
- 1º febbraio - Paul de Ladmirault, generale francese (n. 1808)
- 1º febbraio - Maurice de Partouneaux, militare francese (n. 1798)
- 2 febbraio - Katharina Kasper, religiosa tedesca (n. 1820)
- 3 febbraio - Vincenzo Ammirà, poeta italiano (n. 1821)
- 3 febbraio - Louis-Victor Baillot, militare francese (n. 1793)
- 6 febbraio - Abdul Samad di Selangor, sovrano malese (n. 1804)
- 6 febbraio - Franz Curti, compositore svizzero (n. 1854)
- 7 febbraio - Adolfo Farsari, fotografo italiano (n. 1841)
- 7 febbraio - Carmelo Sciuto Patti, architetto, ingegnere e geologo italiano (n. 1829)
- 8 febbraio - José María Reina Barrios, politico guatemalteco (n. 1854)
- 9 febbraio - Rinaldo Casati, politico italiano (n. 1844)
- 10 febbraio - Stefano Carlo Lausetti, politico italiano (n. 1841)
- 10 febbraio - Gavino Scano, politico e giurista italiano (n. 1818)
- 11 febbraio - Claude Bufnoir, giurista francese (n. 1832)
- 11 febbraio - Sergio, religioso russo (n. 1820)
- 11 febbraio - Félix María Zuloaga, politico e generale messicano (n. 1813)
- 12 febbraio - Miklós Barabás, pittore ungherese (n. 1810)
- 13 febbraio - Giuseppe Gallone di Nociglia, imprenditore e politico italiano (n. 1819)
- 13 febbraio - Gustav Kálnoky, diplomatico austro-ungarico (n. 1832)
- 13 febbraio - Léon Ollé-Laprune, filosofo francese (n. 1839)
- 13 febbraio - August Potthast, storico, bibliotecario e medievista tedesco (n. 1824)
- 15 febbraio - Franz Behr, compositore tedesco (n. 1837)
- 16 febbraio - Vasilij Stepanovič Zavojko, militare russo (n. 1809)
- 17 febbraio - Filippo Marignoli, politico, numismatico e banchiere italiano (n. 1809)
- 17 febbraio - Frances Willard, attivista e educatrice statunitense (n. 1839)
- 19 febbraio - Ignazio Invernizzi, magistrato e militare italiano (n. 1834)
- 22 febbraio - Heungseon Daewongun, politico coreano (n. 1821)
- 22 febbraio - Giuseppe Robecchi, politico italiano (n. 1825)
- 24 febbraio - Pietro Pagello, italiano (n. 1807)
- 25 febbraio - Lydia Piva, poetessa italiana (n. 1877)
- 26 febbraio - Emilio Sineo, avvocato e politico italiano (n. 1850)
- 27 febbraio - Emilio Orsini, scacchista e compositore di scacchi italiano (n. 1839)
- 27 febbraio - William Booth Taliaferro, generale e avvocato statunitense (n. 1822)
- 28 febbraio - Alessandro Rossi, imprenditore e politico italiano (n. 1819)

## Marzo(36)
- 6 marzo - Felice Cavallotti, politico, poeta e drammaturgo italiano (n. 1842)
- 8 marzo - Eugenio Fasciotti, prefetto, diplomatico e politico italiano (n. 1815)
- 10 marzo - Felice Govean, giornalista italiano (n. 1819)
- 10 marzo - Emil Victor Langlet, architetto svedese (n. 1824)
- 10 marzo - Maria Eugenia di Gesù, religiosa francese (n. 1817)
- 11 marzo - William Starke Rosecrans, inventore, diplomatico e politico statunitense (n. 1819)
- 11 marzo - Emmerich Széchényi, diplomatico, nobile e compositore austriaco (n. 1825)
- 12 marzo - Johann Jakob Balmer, matematico, insegnante e docente svizzero (n. 1825)
- 12 marzo - Orlando Bridgeman, III conte di Bradford, nobile e politico inglese (n. 1819)
- 12 marzo - Zacharias Topelius, scrittore finlandese (n. 1818)
- 13 marzo - Paolo Emilio Castagnola, poeta, storico della letteratura e critico letterario italiano (n. 1825)
- 15 marzo - Henry Bessemer, ingegnere e inventore inglese (n. 1813)
- 16 marzo - Aubrey Beardsley, illustratore, scrittore e pittore inglese (n. 1872)
- 16 marzo - Saverio Gerbino, vescovo cattolico italiano (n. 1814)
- 17 marzo - Blanche Bruce, politico statunitense (n. 1841)
- 17 marzo - Robert Coote, ammiraglio britannico (n. 1820)
- 18 marzo - Matilda Joslyn Gage, scrittrice, attivista e saggista statunitense (n. 1826)
- 18 marzo - Ferdinando Ramognini, militare, funzionario e politico italiano (n. 1829)
- 19 marzo - João da Cruz e Sousa, poeta brasiliano (n. 1861)
- 19 marzo - Bonaventura Gerardi, politico italiano (n. 1826)
- 19 marzo - Charles West, medico britannico (n. 1816)
- 20 marzo - Ivan Ivanovič Šiškin, pittore russo (n. 1832)
- 20 marzo - Karl August Tavaststjerna, scrittore e poeta finlandese (n. 1860)
- 21 marzo - Bartolomeo Bezzi Castellini, militare e patriota italiano (n. 1820)
- 21 marzo - Agostino Ferrarini, scultore italiano (n. 1828)
- 21 marzo - Moisè Maldacea, patriota e militare italiano (n. 1822)
- 21 marzo - Louis de Talleyrand-Périgord, nobile e politico francese (n. 1811)
- 22 marzo - Pieter De Rudder, belga (n. 1822)
- 23 marzo - Giuseppe Nodari, patriota, pittore e medico italiano (n. 1841)
- 27 marzo - Édouard Delessert, pittore e fotografo francese (n. 1828)
- 27 marzo - Syed Ahmed Khan, filosofo e educatore indiano (n. 1817)
- 27 marzo - Francesca di Braganza, principessa brasiliana (n. 1824)
- 28 marzo - Anton Seidl, direttore d'orchestra ungherese (n. 1850)
- 31 marzo - Henry Howard, XVIII conte di Suffolk, nobile e politico britannico (n. 1833)
- 31 marzo - Eleanor Marx, attivista, traduttrice e sindacalista britannica (n. 1855)
- 31 marzo - Luiza Pesjak, scrittrice, poetessa e traduttrice slovena (n. 1828)

## Aprile(40)
- 1º aprile - Celso Golmayo Zúpide, scacchista cubano (n. 1820)
- 1º aprile - Arthur Orton, truffatore britannico (n. 1834)
- 2 aprile - Salomon Stricker, patologo austriaco (n. 1834)
- 3 aprile - Johan Martin Christian Lange, botanico e micologo danese (n. 1818)
- 5 aprile - Piero Puccioni, politico italiano (n. 1833)
- 6 aprile - Antonio Montanari, politico e saggista italiano (n. 1811)
- 7 aprile - Johann Georg Noel Dragendorff, chimico e farmacista tedesco (n. 1836)
- 7 aprile - Constance Lloyd, scrittrice e giornalista britannica (n. 1859)
- 8 aprile - Georg Bühler, indologo tedesco (n. 1837)
- 9 aprile - Brownlow Cecil, IV marchese di Exeter, nobile e politico inglese (n. 1849)
- 9 aprile - Lovro Monti, politico italiano (n. 1835)
- 9 aprile - André Rebouças, ingegnere brasiliano (n. 1838)
- 10 aprile - Paul Legrand, mimo francese (n. 1816)
- 10 aprile - Charles Yriarte, scrittore e disegnatore francese (n. 1832)
- 11 aprile - Émilie Ambre, cantante lirica francese (n. 1849)
- 11 aprile - Edoardo Chiossone, incisore italiano (n. 1833)
- 12 aprile - Elzéar-Alexandre Taschereau, cardinale e arcivescovo cattolico canadese (n. 1820)
- 15 aprile - Cesare Parenzo, avvocato e politico italiano (n. 1842)
- 15 aprile - Robert Purvis, attivista statunitense (n. 1810)
- 16 aprile - Joaquín Crespo, militare e politico venezuelano (n. 1841)
- 17 aprile - Giuseppe Morgera, presbitero, scrittore e predicatore italiano (n. 1844)
- 17 aprile - Felice Tribolati, giurista, avvocato e letterato italiano (n. 1834)
- 18 aprile - Gustave Moreau, pittore francese (n. 1826)
- 18 aprile - Oscar Paul, musicologo, scrittore e critico musicale tedesco (n. 1836)
- 19 aprile - Lorenzo Guetti, presbitero e politico italiano (n. 1847)
- 19 aprile - Luigi Steffani, pittore italiano (n. 1828)
- 21 aprile - Louis Théodore Gouvy, compositore tedesco (n. 1819)
- 21 aprile - Edward Cary Walthall, politico e generale statunitense (n. 1831)
- 22 aprile - Casimiro Turletti, presbitero e storico italiano (n. 1826)
- 24 aprile - Henri Gourdon de Genouillac, storico francese (n. 1826)
- 25 aprile - Benjamin Vautier, pittore, docente e illustratore svizzero (n. 1829)
- 26 aprile - Elizabeth Lucy Campbell, nobildonna inglese (n. 1822)
- 26 aprile - Jean-Baptiste Chardon, operaio e attivista francese (n. 1839)
- 26 aprile - José Antonio Plancarte y Labastida, presbitero messicano (n. 1840)
- 27 aprile - Antonio Gaetani Di Laurenzana, nobile e politico italiano (n. 1854)
- 27 aprile - Salvatore Luigi Zola, vescovo cattolico italiano (n. 1822)
- 28 aprile - Lajos Abonyi, scrittore ungherese (n. 1833)
- 29 aprile - Adolphe Appian, pittore e incisore francese (n. 1818)
- 30 aprile - Auguste Boullier, storico, letterato e politico francese (n. 1832)
- 30 aprile - Philip Hermogenes Calderon, pittore inglese (n. 1833)

## Maggio(26)
- 1º maggio - Louis Appia, medico svizzero (n. 1818)
- 1º maggio - Babemba Traoré, sovrano maliano (n. 1855)
- 2 maggio - Antonio Giudice, politico italiano (n. 1819)
- 4 maggio - Henry Howard, III conte di Effingham, nobile, politico e militare britannico (n. 1837)
- 5 maggio - Marius Gabriel Cazemajou, militare e esploratore francese (n. 1864)
- 5 maggio - Gerolamo Trenti, pittore italiano (n. 1824)
- 8 maggio - Hippolyte Pissard, politico francese (n. 1815)
- 10 maggio - William Beauclerk, X duca di St. Albans, nobile, politico e ufficiale inglese (n. 1840)
- 12 maggio - Francesco Bettoni Cazzago, politico, saggista e romanziere italiano (n. 1835)
- 12 maggio - Giuseppe Ghedina, pittore italiano (n. 1825)
- 14 maggio - Giuseppe Dezza, generale, politico e patriota italiano (n. 1830)
- 15 maggio - Luigi Gualdo, poeta e scrittore italiano (n. 1847)
- 15 maggio - Cesare Pozzo, sindacalista italiano (n. 1853)
- 16 maggio - Ludovic Lalanne, bibliotecario, bibliografo e paleografo francese (n. 1815)
- 16 maggio - August Pollmann, entomologo tedesco (n. 1813)
- 17 maggio - Christian Almer, alpinista svizzero (n. 1826)
- 19 maggio - Gaetano Blandini, vescovo cattolico italiano (n. 1834)
- 19 maggio - William Ewart Gladstone, politico britannico (n. 1809)
- 20 maggio - Diego Vitrioli, poeta italiano (n. 1819)
- 21 maggio - Louis d'Estampes, scrittore e saggista francese (n. 1829)
- 22 maggio - Edward Bellamy, scrittore statunitense (n. 1850)
- 23 maggio - Alfredo Cottrau, ingegnere, imprenditore e politico italiano (n. 1839)
- 24 maggio - Benedetto Brin, ingegnere, ammiraglio e politico italiano (n. 1833)
- 24 maggio - Leopoldo Luigi d'Asburgo-Lorena, nobile, generale e ammiraglio austriaco (n. 1823)
- 25 maggio - Friedrich Müller, linguista, etnologo e bibliotecario austriaco (n. 1834)
- 29 maggio - Giovanni Antonio Migliorati, diplomatico e politico italiano (n. 1825)

## Giugno(20)
- 1º giugno - Osbert Salvin, naturalista, ornitologo e erpetologo inglese (n. 1835)
- 3 giugno - Nikolaj Jakovlevič Afanas'ev, violinista e compositore russo (n. 1820)
- 3 giugno - Lodovico Leonardi, vescovo cattolico italiano (n. 1819)
- 4 giugno - Cathrinus Bang, storico norvegese (n. 1822)
- 5 giugno - Gustavo Venturi, botanico e avvocato italiano (n. 1830)
- 6 giugno - Eli Lilly, militare, farmacista e imprenditore statunitense (n. 1838)
- 7 giugno - Giuseppe Ceneri, politico italiano (n. 1827)
- 8 giugno - Benjamin Tyler Henry, inventore statunitense (n. 1821)
- 10 giugno - Paul Froment, poeta francese (n. 1875)
- 10 giugno - Tuone Udaina, dalmata (n. 1823)
- 12 giugno - Eugénie Potonié-Pierre, attivista francese (n. 1844)
- 13 giugno - Friedrich Albert von Zenker, medico e patologo tedesco (n. 1825)
- 15 giugno - Karel Hlaváček, poeta e pittore ceco (n. 1874)
- 16 giugno - James Nicholas Douglass, ingegnere britannico (n. 1826)
- 17 giugno - Edward Burne-Jones, pittore britannico (n. 1833)
- 17 giugno - Carlos de Haes, pittore spagnolo (n. 1829)
- 18 giugno - Alfred Hart Everett, funzionario e naturalista britannico (n. 1848)
- 21 giugno - Manuel Tamayo y Baus, drammaturgo spagnolo (n. 1829)
- 22 giugno - Frederick Benteen, generale statunitense (n. 1834)
- 25 giugno - Ferdinand Julius Cohn, botanico e biologo tedesco (n. 1828)

## Luglio(27)
- 1º luglio - Siegfried Marcus, ingegnere e inventore tedesco (n. 1831)
- 4 luglio - Auguste Allongé, pittore, illustratore e incisore francese (n. 1833)
- 4 luglio - Erasmo Colapietro, politico italiano (n. 1823)
- 4 luglio - Nikolaj Evgrafovič Fedoseev, rivoluzionario russo (n. 1871)
- 5 luglio - Carlo Giacomini, medico, antropologo e anatomista italiano (n. 1840)
- 5 luglio - Richard Pankhurst, attivista, avvocato e politico britannico (n. 1836)
- 7 luglio - Louis Buffet, politico francese (n. 1818)
- 7 luglio - Nikolaj Aleksandrovič Jarošenko, pittore russo (n. 1846)
- 7 luglio - Lucien Petipa, danzatore francese (n. 1815)
- 8 luglio - Soapy Smith, truffatore statunitense (n. 1860)
- 8 luglio - Francesco Trombetta, chirurgo italiano (n. 1843)
- 12 luglio - Willem Frederik Reinier Suringar, botanico olandese (n. 1832)
- 14 luglio - Michele Tedeschi Rizzone, politico, patriota e militare italiano (n. 1840)
- 15 luglio - Thomas Bridges, missionario e linguista britannico (n. 1842)
- 15 luglio - James A. Roosevelt, imprenditore e filantropo statunitense (n. 1825)
- 18 luglio - Axel Gudbrand Blytt, botanico e geologo norvegese (n. 1843)
- 18 luglio - Emil Hartmann, compositore danese (n. 1836)
- 18 luglio - Otto Ribbeck, filologo classico e latinista tedesco (n. 1827)
- 19 luglio - Mtwa Mkwawa, condottiero tanzaniano (n. 1855)
- 26 luglio - Giovanni Corvetto, militare e politico italiano (n. 1830)
- 27 luglio - Sof'ja Sergeevna Trubeckaja, nobildonna russa (n. 1838)
- 28 luglio - William Pepper, medico statunitense (n. 1843)
- 28 luglio - Leopold Ritter von Dittel, chirurgo austriaco (n. 1815)
- 29 luglio - John Newlands, chimico inglese (n. 1838)
- 29 luglio - Rafael Romero de Torres, pittore e illustratore spagnolo (n. 1865)
- 30 luglio - Otto von Bismarck, politico tedesco (n. 1815)
- 31 luglio - John Walsh, arcivescovo cattolico irlandese (n. 1830)

## Agosto(30)
- 1º agosto - László Arany, scrittore ungherese (n. 1844)
- 2 agosto - Edward Aveling, politico inglese (n. 1849)
- 3 agosto - Luigia Codemo, scrittrice e romanziera italiana (n. 1828)
- 3 agosto - Charles Garnier, architetto francese (n. 1825)
- 4 agosto - Sylwester Sembratowicz, cardinale e arcivescovo cattolico ucraino (n. 1836)
- 5 agosto - Giuseppe Ronco, vescovo cattolico italiano (n. 1825)
- 7 agosto - Georg Ebers, egittologo e romanziere tedesco (n. 1837)
- 7 agosto - James Hall, geologo e paleontologo statunitense (n. 1811)
- 7 agosto - Joseph Charles Hippolyte Crosse, zoologo francese (n. 1826)
- 8 agosto - Eugène Boudin, pittore francese (n. 1824)
- 8 agosto - Adolph Sutro, politico, ingegnere e filantropo tedesco (n. 1830)
- 9 agosto - Gardner Quincy Colton, inventore, dentista e showman statunitense (n. 1814)
- 12 agosto - Jean-Baptiste Bréhéret, missionario francese (n. 1815)
- 16 agosto - Michail Grigor'evič Černjaev, generale russo (n. 1828)
- 16 agosto - Giacinto Pullino, ingegnere navale italiano (n. 1837)
- 17 agosto - Carl Zeller, compositore austriaco (n. 1842)
- 19 agosto - Christaki Zoğrafos, banchiere greco (n. 1820)
- 20 agosto - Pedro de Madrazo, pittore, scrittore e storico dell'arte spagnolo (n. 1816)
- 20 agosto - Bruno von Montluisant, generale austriaco (n. 1815)
- 21 agosto - Niccolò van Westerhout, compositore italiano (n. 1857)
- 22 agosto - Richard Bohn, archeologo e architetto tedesco (n. 1849)
- 22 agosto - Giuseppe Bonardi, patriota e politico italiano (n. 1836)
- 22 agosto - Paolo IV Esterházy, diplomatico e politico ungherese (n. 1843)
- 23 agosto - Giovanni Pietro Natoli, vescovo cattolico italiano (n. 1829)
- 23 agosto - Félicien Rops, pittore, incisore e disegnatore belga (n. 1833)
- 25 agosto - Théophile Emmanuel Duverger, pittore francese (n. 1821)
- 27 agosto - John Hopkinson, fisico e ingegnere britannico (n. 1849)
- 31 agosto - Hubert Henry, militare francese (n. 1846)
- 31 agosto - Antoine-Alfred Marche, naturalista e esploratore francese (n. 1844)
- 31 agosto - Carlo Enrico Pasta, compositore italiano (n. 1817)

## Settembre(31)
- 1º settembre - Robert von Zimmermann, filosofo austriaco (n. 1824)
- 2 settembre - Theodorus Marinus Roest, numismatico olandese (n. 1832)
- 2 settembre - Wilford Woodruff, missionario statunitense (n. 1807)
- 3 settembre - Giovanni Corbeddu Salis, criminale italiano (n. 1844)
- 4 settembre - Christian Garnier, geografo francese (n. 1872)
- 5 settembre - Sarah Emma Edmonds, infermiera e militare canadese (n. 1841)
- 6 settembre - Robert Jones, militare britannico (n. 1857)
- 9 settembre - William Chatterton Dix, poeta e paroliere britannico (n. 1837)
- 9 settembre - Stéphane Mallarmé, poeta, scrittore e drammaturgo francese (n. 1842)
- 10 settembre - Andreas Arzruní, mineralogista e geologo armeno (n. 1847)
- 10 settembre - Elisabetta di Baviera (n. 1837)
- 10 settembre - Blanche Roosevelt, soprano e scrittrice statunitense (n. 1853)
- 11 settembre - Valerio Massimo Bona, dirigente d'azienda italiano (n. 1851)
- 11 settembre - Ludwig Norman-Neruda, alpinista e pittore inglese (n. 1864)
- 11 settembre - Adolphe Samuel, compositore, critico musicale e direttore d'orchestra belga (n. 1824)
- 14 settembre - William Seward Burroughs, inventore statunitense
- 14 settembre - Camille Alphonse Faure, ingegnere francese (n. 1840)
- 16 settembre - Giuseppe Gibelli, medico e botanico italiano (n. 1831)
- 18 settembre - Ramón Emeterio Betances, politico portoricano (n. 1827)
- 19 settembre - George Grey, politico e esploratore britannico (n. 1812)
- 20 settembre - Theodor Fontane, farmacista, scrittore e poeta tedesco (n. 1819)
- 22 settembre - Hipólito Vera y Talonia, vescovo cattolico, scrittore e storico messicano (n. 1834)
- 25 settembre - Gabriel de Mortillet, archeologo, antropologo e politico francese (n. 1821)
- 25 settembre - Hieronymus Theodor Richter, chimico e mineralogista tedesco (n. 1824)
- 25 settembre - Antonio Rinaldi, giurista e politico italiano (n. 1840)
- 26 settembre - Antonio Bottinelli, scultore italiano (n. 1827)
- 28 settembre - Thomas F. Bayard, politico e avvocato statunitense (n. 1828)
- 28 settembre - Enrico Cosenz, militare e politico italiano (n. 1820)
- 28 settembre - Tan Sitong, rivoluzionario e poeta cinese (n. 1865)
- 29 settembre - Luigi Acquaviva, nobile, politico e generale italiano (n. 1812)
- 29 settembre - Luisa d'Assia-Kassel, principessa tedesca (n. 1817)

## Ottobre(20)
- 2 ottobre - Marija Nikolaevna Ošanina, rivoluzionaria russa (n. 1852)
- 3 ottobre - Marcos Jiménez de la Espada, zoologo, esploratore e storico spagnolo (n. 1831)
- 6 ottobre - Wilhelm Emil Fein, inventore e imprenditore tedesco (n. 1842)
- 7 ottobre - Abraham Oakley Hall, politico, scrittore e avvocato statunitense (n. 1826)
- 8 ottobre - Luigi Pissavini, politico, avvocato e prefetto italiano (n. 1817)
- 8 ottobre - Maria di Sassonia-Altenburg, tedesca (n. 1854)
- 12 ottobre - Antioco Loru, politico italiano (n. 1818)
- 16 ottobre - Louis Gallet, scrittore francese (n. 1835)
- 16 ottobre - Jules Eugène Lenepveu, pittore francese (n. 1819)
- 18 ottobre - Franz Magnus Böhme, musicologo e compositore tedesco (n. 1827)
- 18 ottobre - Azzio Caselli, chirurgo italiano (n. 1847)
- 18 ottobre - Raffaele Fiorini, liutaio italiano (n. 1828)
- 20 ottobre - Carlo Gregorutti, archeologo e collezionista d'arte italiano (n. 1821)
- 23 ottobre - Michele Stefano de Rossi, geofisico italiano (n. 1834)
- 24 ottobre - David Levi, poeta, patriota e politico italiano (n. 1816)
- 24 ottobre - Pierre Puvis de Chavannes, pittore francese (n. 1824)
- 27 ottobre - Nikolaj Ivanovič Svjatopolk-Mirskij, generale e politico russo (n. 1833)
- 30 ottobre - Josiah Latimer Clark, ingegnere britannico (n. 1822)
- 30 ottobre - Jakov Petrovič Polonskij, poeta russo (n. 1819)
- 31 ottobre - Helena Faucit, attrice teatrale inglese (n. 1817)

## Novembre(25)
- 1º novembre - Alessandro Bettini, tenore italiano (n. 1821)
- 1º novembre - Cesare Rossi, attore teatrale italiano (n. 1829)
- 3 novembre - Isabel Maria de Alcântara, nobildonna brasiliana (n. 1824)
- 7 novembre - Elena Dmitrievna Polenova, artista russa (n. 1850)
- 7 novembre - Maria Antonia di Borbone-Due Sicilie, principessa italiana (n. 1814)
- 9 novembre - David Ivanovič Grimm, architetto e storico dell'arte russo (n. 1823)
- 10 novembre - Alkmar II von Alvensleben, generale tedesco (n. 1841)
- 14 novembre - Giuseppe Briganti Bellini, politico italiano (n. 1826)
- 14 novembre - William Hickley Gross, arcivescovo cattolico statunitense (n. 1837)
- 15 novembre - George Dennis, diplomatico, esploratore e etruscologo britannico (n. 1814)
- 17 novembre - Achille Costa, entomologo italiano (n. 1823)
- 18 novembre - Luigi Cucchi, politico italiano (n. 1837)
- 19 novembre - Don Carlos Buell, generale statunitense (n. 1818)
- 20 novembre - George Baden-Powell, politico e scrittore britannico (n. 1847)
- 20 novembre - John Fowler, ingegnere inglese (n. 1817)
- 21 novembre - René Reille, politico, militare e nobile francese (n. 1835)
- 23 novembre - Émilien Pacini, drammaturgo e librettista francese (n. 1811)
- 23 novembre - Giovanni Battista Quadrone, pittore italiano (n. 1844)
- 24 novembre - George James Allman, biologo irlandese (n. 1812)
- 24 novembre - Giuseppe Bertini, pittore italiano (n. 1825)
- 25 novembre - Franco Tosi, ingegnere, imprenditore e politico italiano (n. 1850)
- 26 novembre - Marguerite Macé-Montrouge, mezzosoprano francese (n. 1836)
- 28 novembre - Francisco Gregorio Billini, scrittore, politico e pedagogo dominicano (n. 1844)
- 28 novembre - Conrad Ferdinand Meyer, scrittore svizzero (n. 1825)
- 29 novembre - Ángel Ganivet, filosofo, scrittore e diplomatico spagnolo (n. 1865)

## Dicembre(30)
- 1º dicembre - Luděk Marold, pittore ceco (n. 1865)
- 2 dicembre - Michael D. Jones, presbitero e politico britannico (n. 1822)
- 3 dicembre - Augusta di Württemberg, nobile tedesca (n. 1826)
- 3 dicembre - Giuseppe Boldini, pittore e patriota italiano (n. 1822)
- 3 dicembre - Raffaele Lanciano, politico, patriota e medico italiano (n. 1817)
- 4 dicembre - Théodore Caruel, botanico italiano (n. 1830)
- 5 dicembre - Giulio Bianchi, politico italiano (n. 1840)
- 6 dicembre - Caterina Federica di Württemberg, nobile (n. 1821)
- 6 dicembre - William Robertson, avvocato e politico statunitense (n. 1823)
- 10 dicembre - William Black, scrittore britannico (n. 1841)
- 10 dicembre - Abigail Bush, attivista statunitense (n. 1810)
- 11 dicembre - Costantino Corvisieri, storico, archivista e numismatico italiano (n. 1822)
- 14 dicembre - Andrea Rossi, patriota e militare italiano (n. 1814)
- 15 dicembre - Francesco Biondelli, religioso, educatore e scrittore italiano (n. 1858)
- 16 dicembre - Elisabeth Keyser, pittrice e illustratrice svedese (n. 1851)
- 16 dicembre - Pavel Michajlovič Tret'jakov, collezionista d'arte, imprenditore e gallerista russo (n. 1832)
- 17 dicembre - Pietro Augusto Adami, banchiere italiano (n. 1812)
- 17 dicembre - Pietro della Vedova, scultore e architetto italiano (n. 1831)
- 17 dicembre - Hermógenes López, politico venezuelano (n. 1830)
- 17 dicembre - Ferdinand de Rothschild, banchiere francese (n. 1839)
- 19 dicembre - Francis Napier, X lord Napier, politico, diplomatico e nobile britannico (n. 1819)
- 21 dicembre - Giovanni Michelotti, naturalista, geologo e paleontologo italiano (n. 1812)
- 22 dicembre - Wilhelm Dames, paleontologo tedesco (n. 1843)
- 24 dicembre - Youhanna Boutros Al-Hajj, patriarca cattolico libanese (n. 1817)
- 24 dicembre - Charbel Makhluf, monaco cristiano e presbitero libanese (n. 1828)
- 25 dicembre - Georges Rodenbach, poeta, giornalista e romanziere belga (n. 1855)
- 26 dicembre - Antonio Caregaro Negrin, architetto e architetto del paesaggio italiano (n. 1821)
- 28 dicembre - Justin Smith Morrill, politico statunitense (n. 1810)
- 29 dicembre - Friedrich Alexander Buhse, botanico tedesco (n. 1821)
- 29 dicembre - Georg Goltermann, violoncellista, compositore e direttore d'orchestra tedesco (n. 1824)

## Senza giorno specificato(26)
- Luigi Alberti, commediografo e giornalista italiano (n. 1822)
- Augusta Albertini-Baucardé, soprano italiano (n. 1827)
- Antonio Bonamici, letterato italiano (n. 1813)
- Edward Boxer, militare e inventore inglese (n. 1822)
- Enrico Carli, ingegnere italiano (n. 1845)
- Domenico Costanzi, imprenditore italiano (n. 1819)
- Luigi Fiorillo, fotografo italiano (n. 1847)
- Luigi Frari, politico italiano (n. 1813)
- Francis Frith, fotografo inglese (n. 1822)
- Milutin Garašanin, politico serbo (n. 1843)
- Calixto García Iñíguez, patriota cubano (n. 1839)
- Giovanni Battista Iachini, poeta italiano (n. 1860)
- Anton Kerner von Marilaun, botanico austriaco (n. 1831)
- Gaspare Lavaggi, attore teatrale e impresario teatrale italiano (n. 1840)
- Giovan Battista Lelli, pittore italiano (n. 1828)
- Giovanni Lentini il Vecchio, pittore, scenografo e decoratore italiano (n. 1830)
- Sergej L'vovič Levickij, fotografo russo (n. 1819)
- Camille Martin, pittore, disegnatore e incisore francese (n. 1861)
- Auguste Pomel, botanico, paleontologo e geologo francese (n. 1821)
- Jules-Émile Péan, chirurgo francese (n. 1830)
- Sotirios Sotiropoulos, politico greco (n. 1831)
- Nikolaj Egorovič Sverčkov, pittore e incisore russo (n. 1817)
- Nicola Tondi, politico italiano (n. 1831)
- Alphonse Wauters, archivista e storico belga (n. 1817)
- Simcha Zissel Ziv, teologo e rabbino lituano (n. 1824)
- Mariano de la Paz Graëlls y de la Aguera, entomologo spagnolo (n. 1809)